# Ruta Provincial 34 (La Pampa)
La Ruta Provincial 34 es una carretera de Argentina en el sur de la provincia de La Pampa. Su recorrido total es de 495 km mayormente de tierra natural.

## Localidades
Las ciudades y pueblos por los que pasa esta ruta de oeste a este son:
- Departamento Caleu Caleu: No hay localidades.
- Departamento Lihuel Calel: No hay localidades.
- Departamento Curacó: Gobernador Duval.
- Departamento Puelén: Casa de Piedra y Colonia 25 de Mayo.

## Recorrido
La ruta corre de este a oeste a la vera norte del Río Colorado.
Tiene como extremo este al límite con la Provincia de Buenos Aires. Desde el límite hasta la Ruta Nacional 22 presenta poco tránsito.
Vuelve a aparecer en un empalme con la Ruta Nacional 154 unos 9 km al norte de La Adela. Siguiendo rumbo este, termina un tramo en la Ruta Provincial 11.
Zurca una zona desértica del sur de los departamentos Lihuel Calel y Curacó, pasando por la localidad de Gobernador Duval hasta llegar a la Ruta Nacional 152 en Casa de Piedra.
El tramo entre el Embalse de Casa de Piedra y 25 de Mayo es de asfalto. La ruta termina en una zona de chacras contigua al Río Colorado conocida como Colonia Chica a la margen opuesta de la ciudad de Catriel, Provincia de Río Negro.